# Караагаш (Тайыншинский район)
Караагаш (каз. Қараағаш) — село в Тайыншинском районе Северо-Казахстанской области Казахстана. Административный центр Абайского сельского округа. Код КАТО — 596033100.

## Население
В 1999 году население села составляло 979 человек (486 мужчин и 493 женщины). По данным переписи 2009 года, в селе проживало 780 человек (402 мужчины и 378 женщин).

## Персоналии
- Сыздыков, Жакан (1901—1977) — казахский советский поэт и переводчик.
- Ергалиев, Жабал Ергалиевич (1955) - казахстанский журналист, общественный деятель, депутат сената парламента Казахстана V и VI созывов.